# Stade Ciudad de Lanús - Néstor Díaz Pérez
L'Estadio Ciudad de Lanús - Néstor Díaz Pérez, familièrement appelé La Fortaleza, est un stade de football inauguré en 1929 et situé à Lanús en Argentine. 
Il accueille les matchs à domicile du club du Club Atlético Lanús, évoluant en première division.